# والیبال در المپیک تابستانی ۱۹۶۴
والیبال در بازی‌های المپیک تابستانی ۱۹۶۴،نام رویداد ورزش والیبال بود که در بازی‌های المپیک تابستانی ۱۹۶۴ برگزار شد.

## جدول مدال‌ها
| رتبه | کشور        | طلا | نقره | برنز | مجموع |
| ۱    | اتحاد شوروی | ۱   | ۱    | ۰    | ۲     |
| ۲    | ژاپن        | ۱   | ۰    | ۱    | ۲     |
| ۳    | چکسلواکی    | ۰   | ۱    | ۰    | ۱     |
| ۴    | لهستان      | ۰   | ۰    | ۱    | ۱     |